# Weidlich Pál
Weidlich Pál (Monyorókerék, Vas vármegye, 1862. január 29. – Miskolc, 1946. október 25.) neves miskolci kereskedő, a belvárosi Weidlich-palota építtetője.

## Élete

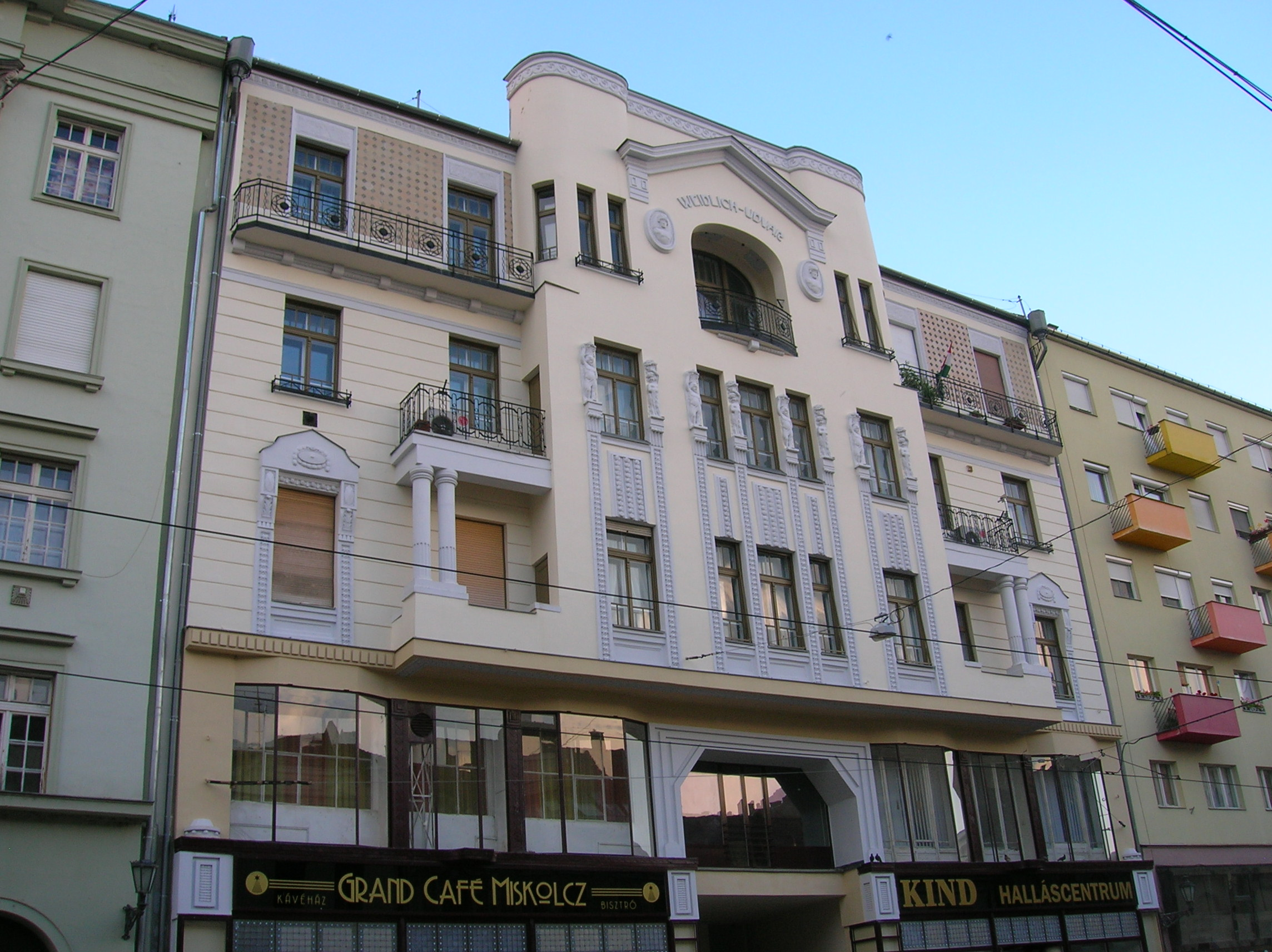
A miskolci Weidlich-palota 2012-ben

Weidlich Pál apja Weidlich Vilmos, gróf Erdődy István jószágigazgatója volt. Tizenegy gyermeke közül Pál a fiatalabbak közé tartozott. Szombathelyen járt iskolába, kereskedőnek tanult. A szakma gyakorlatával Bécsben ismerkedett, Josef Voigt Mariahilferstrassén lévő „zum Schwarzen Hund” (a Fekete Kutyához) csemegeüzletében. 1881-ben ment először Miskolcra, ahol Máhr Károly nagy múltú, 1756-ban alapított, Fekete kutya nevű fűszerüzletében lett üzletvezető. 1890-ben elnyerte Baross Gábor közmunka- és közlekedésügyi, kereskedelemügyi miniszter tanulmányútra szóló pályázatát. A kereskedelmi viszonyokat tanulmányozta, sok tapasztalatot szerzett, kapcsolatokat épített ki. Utazásai során az európai mediterrán országok után ellátogatott Kis-Ázsiába, de még Kínába is. Úti tapasztalatairól részletes írásos jelentésben számolt be, ami 1891-ben nyomtatásban is megjelent.
Visszatérve Miskolcra, 1891. január 24-én jegyeztette be cégét a Cégbíróságon, átvette a Fekete kutyát, majd 1892-ben feleségül vette a tekintélyes miskolci kereskedő, a városi közgyűlés tagja, Fűrész Ferenc Ida nevű lányát. Üzletében színvonalas árulistát kínált, saját tokaji boraival az 1896-os millenniumi kiállításon és az 1900-as párizsi világkiállításon is elismeréseket kapott. Miskolcon is egyre nagyobb hírnevet és tekintélyt vívott ki magának. Saját sikeres tanulmányútjaira gondolva ő is ösztöndíjat alapított, hogy ezzel is segítse a fiatal miskolci kereskedők szakmai előremenetelét. Ezért a szakminiszter is elismerésben részesítette.
Fontosnak tartotta a természetjárást: 1895-től a Magyar Turista Egyesületben vállalt különböző feladatokat, 1908-tól alelnöke volt. Másodalelnöke volt a Borsodi Bükk Egyletnek, amely egy, a nevével jelzett bükki pihenőt is kialakított. 1906-ban az Osztrák-Magyar Bank miskolci fiókintézetének váltóbírája lett (1908-ig). 1909 elején megszületett László, végén pedig Ida nevű gyermeke. 1914-ben beválasztották az esti kereskedelmi szaktanfolyam felügyelő bizottságának tagjai közé. Felesége ugyanakkor sikeresen letette az önkéntes ápolónői vizsgát.
Vagyona szépen gyarapodott, 1911-re már az apósát, Fűrész Ferencet is megelőzte a virilisták, a legjelentősebb adófizetők listáján. 1912-re felépítette a Széchenyi utcán a város első, modern üzletházát, amelyben a 24 üzlet (közte a Fekete kutya is) mellett 30 lakást is kialakítottak. A Weidlich család is átköltözött új, az első emeleten lévő, utcafronton kialakított lakásukba (addig a szemben álló 20. szám alatt laktak). Az üzlet Felsőmagyarország legnagyobb fűszerkereskedése lett, amit rövidesen nagykereskedéssé fejlesztett. A most – alsó két szintjén átépített homlokzatú – üzletházat a miskolciak még ma is Weidlich-palotának nevezik. Üzletében változatos és színvonalas árukészletet tartott, a legjobb külföldi árucikkek mellett saját termékeit is kínálta, a bolt felszereltsége pedig a kornak megfelelően korszerűnek számított. Az általa követendőnek tartott kereskedői szemléletet annyira komolyan vette, hogy még a legolcsóbb cikket vásárlónak is maga nyitotta ki az ajtót, és búcsúzóul mindenkitől megkérdezte, mennyire van megelégedve. Weidlich Pált rövidesen a városi törvényhatóság bizottságába is beválasztották.
1915-ben egy országos botrány robbant ki, amelynek a nyomozati szálai Miskolcra is elvezettek. A magyar katonaság rossz minőségű ruházattal való ellátásáról volt szó, és az ügybe névtelen feljelentések révén Weidlich Pál is belekeveredett (amit maga Nagy Ferenc polgármester is fenntartással fogadott). Tandlich Ármin, Willhelm Herman, Bloch Ármin, Nagy Miklós és Bárczy Sándor mellett Weidlich Pált is letartóztatták, de a pécsi honvédkerületi hadbíróság Tandlich kivételével mindenkit felmentett. Bebizonyosodott, hogy Weidlich Pál nem érintett az ügyben.
Az első világháború pénzügyi gondokat hozott a vállalkozásnak, az 1920-as évek a gazdasági stabilitás megteremtésével teltek el. Ezután viszont egyre több karitatív megmozdulásban vett részt, és tagja lett a Tapolcai Fürdő Bizottságnak is. 1937-ben átadta az üzletvezetést fiának, Lászlónak, majd 1939-ben a tulajdont is. 1943. május 6-án a Weidlich-cég megszűnt. Weidlich Pál 1946-ban halt meg, a Mindszenti temetőben helyezték végső nyugalomra. Sírja mára megsemmisült.